# Parker Sawyers
Parker Sawyers (Estados Unidos, 1984) é um ator norte-americano.